# Parachromis friedrichsthalii
Parachromis friedrichsthalii е вид лъчеперка от семейство Цихлиди (Cichlidae).

## Разпространение
Видът е разпространен в Белиз, Гватемала, Мексико и Хондурас.